# Dubai Duty Free Tennis Championships
A Dubai Duty Free Tennis Championships minden év februárjában megrendezett tenisztorna Dubajban, az Egyesült Arab Emírségek legnépesebb városában.
A férfiak versenye az ATP World Tour 500 Series része, a női verseny 2015-ben Premier 5 kategóriájú volt, a 2016-os versenynaptárban Premier kategóriájú versenyként szerepel, majd ezt követően 2020-ig páratlan évben Premier 5, páros évben Premier kategóriájú volt a torna. 2021-től ugyanígy felváltva WTA1000 és WTA500 kategóriájú lett, majd 2023-tól minden évben WTA1000-es. Az összdíjazás a férfiak számára 2 941 785 dollár, a nők számára 3 654 963 dollár. A férfiak versenyén harmincketten, a nőkén huszonnyolcan vehetnek részt, az utóbbin az első négy kiemeltnek nem kell játszania az első körben. 
A mérkőzéseket szabadtéri, kemény borítású pályákon játsszák, a férfiak 1993, a nők 2001 óta. A nyeremények nagysága és adómentessége miatt a torna az egyik legnépszerűbb a versenyzők között, általában a nemzetközi élmezőny legtöbb tagja részt vesz rajta.

## Döntők

### Férfi egyes
| Év   | Győztes               | Ellenfél a döntőben | Eredmény a döntőben |
| 2024 | Ugo Humbert           | Alekszander Bublik  | 6–4, 6–3            |
| 2023 | Danyiil Medvegyev     | Andrej Rubljov      | 6–2, 6–2            |
| 2022 | Andrej Rubljov        | Jiří Veselý         | 6–3, 6–4            |
| 2021 | Aszlan Karacev        | Lloyd Harris        | 6–3, 6–2            |
| 2020 | Novak Đoković         | Sztéfanosz Cicipász | 6–3, 6–4            |
| 2019 | Roger Federer         | Sztéfanosz Cicipász | 6–4, 6–4            |
| 2018 | Roberto Bautista Agut | Lucas Pouille       | 6–3, 6–4            |
| 2017 | Andy Murray           | Fernando Verdasco   | 6–3, 6–2            |
| 2016 | Stanislas Wawrinka    | Márkosz Pagdatísz   | 6–4, 7–6(13)        |
| 2015 | Roger Federer         | Novak Đoković       | 6–3, 7–5            |
| 2014 | Roger Federer         | Tomáš Berdych       | 3–6, 6–4, 6–3       |
| 2013 | Novak Đoković         | Tomáš Berdych       | 7–5, 6–3            |
| 2012 | Roger Federer         | Andy Murray         | 7–5, 6–4            |
| 2011 | Novak Đoković         | Roger Federer       | 6–3, 6–3            |
| 2010 | Novak Đoković         | Mihail Juzsnij      | 7-5, 5-7, 6–3       |
| 2009 | Novak Đoković         | David Ferrer        | 7-5, 6–3            |
| 2008 | Andy Roddick          | Feliciano López     | 6–7(8), 6–4, 6–2    |
| 2007 | Roger Federer         | Mihail Juzsnij      | 6–4, 6–3            |
| 2006 | Rafael Nadal          | Roger Federer       | 2–6, 6–4, 6–4       |
| 2005 | Roger Federer         | Ivan Ljubičić       | 6–1, 6–7(6), 6–3    |
| 2004 | Roger Federer         | Feliciano López     | 4–6, 6–1, 6–2       |
| 2003 | Roger Federer         | Jiří Novák          | 6–1, 7–6(2)         |
| 2002 | Fabrice Santoro       | Younes El Aynaoui   | 6–4, 3–6, 6–3       |
| 2001 | Juan Carlos Ferrero   | Marat Szafin        | 6–2, 3–1 feladta    |
| 2000 | Nicolas Kiefer        | Juan Carlos Ferrero | 7–5, 4–6, 6–3       |
| 1999 | Jérôme Golmard        | Nicolas Kiefer      | 6–4, 6–2            |
| 1998 | Àlex Corretja         | Félix Mantilla      | 7–6(0), 6–1         |
| 1997 | Thomas Muster         | Goran Ivanišević    | 7–5, 7–6(3)         |
| 1996 | Goran Ivanišević      | Albert Costa        | 6–4, 6–3            |
| 1995 | Wayne Ferreira        | Andrea Gaudenzi     | 6–3, 6–3            |
| 1994 | Magnus Gustafsson     | Sergi Bruguera      | 6–4, 6–2            |
| 1993 | Karel Nováček         | Fabrice Santoro     | 6–4, 7–5            |

### Női egyes
| Év   | Győztes                | Ellenfél a döntőben    | Eredmény a döntőben |
| 2025 | Mirra Andrejeva        | Clara Tauson           | 7–6(1), 6–1         |
| 2024 | Jasmine Paolini        | Anna Kalinszkaja       | 4–6, 7–5, 7–5       |
| 2023 | Barbora Krejčíková     | Iga Świątek            | 6–4, 6–2            |
| 2022 | Jeļena Ostapenko       | Veronyika Kugyermetova | 6–0, 6–4            |
| 2021 | Garbiñe Muguruza       | Barbora Krejčíková     | 7–6(6), 6–3         |
| 2020 | Simona Halep           | Jelena Ribakina        | 3–6, 6–3, 7–6(5)    |
| 2019 | Belinda Bencic         | Petra Kvitová          | 6–3, 1–6, 6–2       |
| 2018 | Elina Szvitolina       | Darja Kaszatkina       | 6–4, 6–0            |
| 2017 | Elina Szvitolina       | Caroline Wozniacki     | 6–4, 6–2            |
| 2016 | Sara Errani            | Barbora Strýcová       | 6–0, 6–2            |
| 2015 | Simona Halep           | Karolína Plíšková      | 6–4, 7–6(4)         |
| 2014 | Venus Williams         | Alizé Cornet           | 6–3, 6–0            |
| 2013 | Petra Kvitová          | Sara Errani            | 6–2, 1–6, 6–1       |
| 2012 | Agnieszka Radwańska    | Julia Görges           | 7–5, 6–4            |
| 2011 | Caroline Wozniacki     | Szvetlana Kuznyecova   | 6–1, 6–3            |
| 2010 | Venus Williams         | Viktorija Azaranka     | 6–3, 7–5            |
| 2009 | Venus Williams         | Virginie Razzano       | 6–4, 6–2            |
| 2008 | Jelena Gyementyjeva    | Szvetlana Kuznyecova   | 4–6, 6–3, 6–2       |
| 2007 | Justine Henin-Hardenne | Amélie Mauresmo        | 6–4, 7–5            |
| 2006 | Justine Henin-Hardenne | Marija Sarapova        | 7–5, 6–2            |
| 2005 | Lindsay Davenport      | Jelena Janković        | 6–4, 3–6, 6–4       |
| 2004 | Justine Henin-Hardenne | Szvetlana Kuznyecova   | 7–6(3), 6–3         |
| 2003 | Justine Henin-Hardenne | Szeles Mónika          | 4–6, 7–6(4), 7–5    |
| 2002 | Amélie Mauresmo        | Sandrine Testud        | 6–4, 7–6(3)         |
| 2001 | Martina Hingis         | Nathalie Tauziat       | 6–4, 6–4            |

### Férfi páros
| Év   | Győztes                              | Ellenfelek a döntőben                | Eredmény a döntőben  |
| 2024 | Tallon Griekspoor Jan-Lennard Struff | Ivan Dodig Austin Krajicek           | 6–4, 4–6, [10–6]     |
| 2023 | Maxime Cressy Fabrice Martin         | Lloyd Glasspool Harri Heliövaara     | 7–6(2), 6–4          |
| 2022 | Tim Pütz Michael Venus               | Nikola Mektić Mate Pavić             | 6–3, 6–7(5), [16–14] |
| 2021 | Juan Sebastián Cabal Robert Farah    | Nikola Mektić Mate Pavić             | 7–6(0), 7–6(4)       |
| 2020 | John Peers Michael Venus             | Raven Klaasen Oliver Marach          | 6–3, 6–2             |
| 2019 | Rajeev Ram Joe Salisbury             | Ben McLachlan Jan-Lennard Struff     | 7–6(4), 6–3          |
| 2018 | Jean-Julien Rojer Horia Tecău        | Jamie Cerretani Lijendar Pedzs       | 6–2, 7–6(2)          |
| 2017 | Jean-Julien Rojer Horia Tecău        | Róhan Bópanna Marcin Matkowski       | 4–6, 6–3, [10–3]     |
| 2016 | Simone Bolelli Andreas Seppi         | Feliciano López Marc López           | 6–2, 3–6, [14–12]    |
| 2015 | Róhan Bópanna Daniel Nestor          | Aisam-ul-Haq Qureshi Nenad Zimonjić  | 6–4, 6–1             |
| 2014 | Róhan Bópanna Aisam-ul-Haq Qureshi   | Daniel Nestor Nenad Zimonjić         | 6–4, 6–3             |
| 2013 | Mahes Bhúpati Michaël Llodra         | Robert Lindstedt Nenad Zimonjić      | 7–6(6), 7–6(6)       |
| 2012 | Mahes Bhúpati Róhan Bópanna          | Mariusz Fyrstenberg Marcin Matkowski | 6–4, 3–6, [10–5]     |
| 2011 | Szerhij Sztahovszkij Mihail Juzsnij  | Jérémy Chardy Feliciano López        | 4–6, 6–3, [10–3]     |
| 2010 | Simon Aspelin Paul Hanley            | Lukáš Dlouhý Lijendar Pedzs          | 6–2, 6–3             |
| 2009 | Rik De Voest Dmitrij Turszunov       | Martin Damm Robert Lindstedt         | 4–6, 6–3, [10–5]     |
| 2008 | Mahes Bhúpati Mark Knowles           | Martin Damm Pavel Vízner             | 7–5, 7–6             |
| 2007 | Fabrice Santoro Nenad Zimonjić       | Mahes Bhúpati Radek Štěpánek         | 7–5, 6–7, [10–7]     |
| 2006 | Paul Hanley Kevin Ullyett            | Mark Knowles Daniel Nestor           | 1–6, 6–2, [10–1]     |
| 2005 | Martin Damm Radek Štěpánek           | Jonas Björkman Fabrice Santoro       | 6–2, 6–4             |
| 2004 | Mahes Bhúpati Fabrice Santoro        | Jonas Björkman Lijendar Pedzs        | 6–2, 4–6, 6–4        |
| 2003 | Lijendar Pedzs David Rikl            | Wayne Black Kevin Ullyett            | 6–3, 6–0             |
| 2002 | Mark Knowles Daniel Nestor           | Joshua Eagle Sandon Stolle           | 3–6, 6–3, [13–11]    |
| 2001 | Joshua Eagle Sandon Stolle           | Daniel Nestor Nenad Zimonjić         | 6–4, 6–4             |
| 2000 | Jiří Novák David Rikl                | Robbie Koenig Peter Tramacchi        | 6–2, 7-5             |
| 1999 | Wayne Black Sandon Stolle            | David Adams John-Laffnie de Jager    | 4–6, 6–1, 6–4        |
| 1998 | Mahes Bhúpati Lijendar Pedzs         | Donald Johnson Francisco Montana     | 6–2, 7–5             |
| 1997 | Sander Groen Goran Ivanišević        | Sandon Stolle Cyril Suk              | 7–6, 6–3             |
| 1996 | Grant Connell Byron Black            | Karel Nováček Jiří Novák             | 6–0, 6–1             |
| 1995 | Grant Connell Patrick Galbraith      | Tomás Carbonell Francisco Roig       | 6–2, 4–6, 6–3        |
| 1994 | Todd Woodbridge Mark Woodforde       | Darren Cahill John Fitzgerald        | 6–7, 6–4, 6–2        |
| 1993 | John Fitzgerald Anders Järryd        | Grant Connell Patrick Galbraith      | 6–2, 6–1             |

### Női páros
| Év   | Győztes                                            | Ellenfelek a döntőben                 | Eredmény a döntőben |
| 2025 | Kateřina Siniaková Taylor Townsend                 | Hszie Su-vej Jeļena Ostapenko         | 7–6(5), 6–4         |
| 2024 | Storm Hunter Kateřina Siniaková                    | Nicole Melichar-Martinez Ellen Perez  | 6–4, 6–2            |
| 2023 | Veronyika Kugyermetova Ljudmila Szamszonova        | Csan Hao-csing Latisha Chan           | 6–4, 6–7(4), [10–1] |
| 2022 | Veronyika Kugyermetova Elise Mertens               | Ljudmila Kicsenok Jeļena Ostapenko    | 6–1, 6–3            |
| 2021 | Alexa Guarachi Darija Jurak                        | Hszü Ji-fan Jang Csao-hszüan          | 6–0, 6–3            |
| 2020 | Hszie Su-vej Barbora Strýcová                      | Barbora Krejčíková Cseng Szaj-szaj    | 7–5, 3–6, [10–5]    |
| 2019 | Hszie Su-vej Barbora Strýcová                      | Lucie Hradecká Jekatyerina Makarova   | 6–4, 6–4            |
| 2018 | Csan Hao-csing Jang Csao-hszüan                    | Hszie Su-vej Peng Suaj                | 4–6, 6–2, [10–6]    |
| 2017 | Jekatyerina Makarova Jelena Vesznyina              | Andrea Hlaváčková Peng Suaj           | 6–2, 4–6, [10–7]    |
| 2016 | Csuang Csia-zsung Darija Jurak                     | Caroline Garcia Kristina Mladenovic   | 6–4, 6–4            |
| 2015 | Babos Tímea Kristina Mladenovic                    | Garbiñe Muguruza Carla Suárez Navarro | 6–3, 6–2            |
| 2014 | Alla Kudrjavceva Anastasia Rodionova               | Raquel Kops-Jones Abigail Spears      | 6–2, 5–7, [10–8]    |
| 2013 | Bethanie Mattek-Sands Szánija Mirza                | Nagyja Petrova Katarina Srebotnik     | 6–4, 2–6, [10–7]    |
| 2012 | Liezel Huber Lisa Raymond                          | Szánija Mirza Jelena Vesznyina        | 6–2, 6–1            |
| 2011 | Liezel Huber María José Martínez Sánchez           | Květa Peschke Katarina Srebotnik      | 7–6(5), 6–3         |
| 2010 | Nuria Llagostera Vives María José Martínez Sánchez | Květa Peschke Katarina Srebotnik      | 7–6(5), 6–4         |
| 2009 | Cara Black Liezel Huber                            | Marija Kirilenko Agnieszka Radwańska  | 6–3, 6–3            |
| 2008 | Cara Black Liezel Huber                            | Cseng Csie Jen Ce                     | 7–5, 6–2            |
| 2007 | Cara Black Liezel Huber                            | Szvetlana Kuznyecova Alicia Molik     | 7–6, 6–4            |
| 2006 | Květa Peschke Francesca Schiavone                  | Szvetlana Kuznyecova Nagyja Petrova   | 3–6, 7–6, 6–3       |
| 2005 | Virginia Ruano Pascual Paola Suárez                | Szvetlana Kuznyecova Alicia Molik     | 6–7, 6–2, 6–1       |
| 2004 | Janette Husárová Conchita Martínez                 | Szvetlana Kuznyecova Jelena Lihovceva | 6–0, 1–6, 6–3       |
| 2003 | Szvetlana Kuznyecova Martina Navratilova           | Cara Black Jelena Lihovceva           | 6–3, 7–6            |
| 2002 | Barbara Rittner Maria Vento-Kabchi                 | Sandrine Testud Roberta Vinci         | 6–3, 6–2            |
| 2001 | Yayuk Basuki Caroline Vis                          | Åsa Svensson Karina Habšudová         | 6–0, 4–6, 6–2       |